# Episodi di Arriva l'elicottero
La prima e unica stagione di Arriva l'elicottero, composta da 13 episodi, è stata trasmessa in prima visione assoluta negli Stati Uniti d'America sul canale ABC dal 17 gennaio all'11 aprile 1974. In Italia è stata trasmessa nel 1978 sulla Rete 2.
| n° | Titolo originale       | Titolo italiano      | Prima TV USA     | Prima TV Italia |
| -- | ---------------------- | -------------------- | ---------------- | --------------- |
| 1  | Chopper One            | Arriva l'elicottero  | 17 gennaio 1974  | 1978            |
| 2  | Strain of Innocence    | Tensione d'innocenza | 24 gennaio 1974  | 1978            |
| 3  | The Bust-Out           | Fuori portata        | 31 gennaio 1974  | 1978            |
| 4  | The Boy Who Cried Wolf | Il lupo e l'agnello  | 7 febbraio 1974  | 1978            |
| 5  | The Informer           | L'informatore        | 14 febbraio 1974 | 1978            |
| 6  | The Drop               | La caduta            | 21 febbraio 1974 | 1978            |
| 7  | Ambush                 | L'agguato            | 28 febbraio 1974 | 1978            |
| 8  | The Copperhead         | Testa di rame        | 7 marzo 1974     | 1978            |
| 9  | Killing Time           | Tempo di uccidere    | 14 marzo 1974    | 1978            |
| 10 | Deadly Carrier         | Una carriera mortale | 21 marzo 1974    | 1978            |
| 11 | The Scramble           | Lo strappo           | 28 marzo 1974    | 1978            |
| 12 | Downtime               | Tempo inattivo       | 4 aprile 1974    | 1978            |
| 13 | The Hijacking          | Il dirottamento      | 11 aprile 1974   | 1978            |

## Arriva l'elicottero
- Titolo originale: Chopper One
- Diretto da: Harry Falk
- Scritto da: Ronald Austin e James D. Buchanan

### Trama
Burdick e Foley inseguono una banda di uomini armati che tengono in ostaggio una donna.

## Tensione d'innocenza
- Titolo originale: Strain of Innocence
- Diretto da: E.W. Swackhamer
- Scritto da: Robert I. Holt

### Trama
Durante una rapina, una ragazza va in travaglio e partorisce mentre Burdick e Foley la portano in corsa in ospedale in elicottero.

## Fuori portata
- Titolo originale: The Bust-Out
- Diretto da: Phil Bondelli
- Scritto da: Don Balluck

### Trama
L'elicottero viene sequestrato sotto la minaccia delle armi quando Burdick e Foley rispondono ad una chiamata d'emergenza.

## Il lupo e l'agnello
- Titolo originale: The Boy Who Cried Wolf
- Diretto da: Bruce Bilson
- Scritto da: Sy Salkowitz

### Trama
Un giovane radioamatore invalido fa interrompere il reparto con false chiamate di emergenza, e Burdick e Foley indagano.

## L'informatore
- Titolo originale: The Informant
- Diretto da: Phil Bondelli
- Scritto da: Jon Sevorg

### Trama
Burdick e Foley proteggono un ex mafioso che sta per testimoniare al processo contro il suo ex boss.

## La caduta
- Titolo originale: The Drop
- Diretto da: Phil Bondelli
- Scritto da: Don Balluck

### Trama
Burdick si lancia con il paracadute su una montagna nel tentativo di salvare una giovane ragazza rapita.

## L'agguato
- Titolo originale: Ambush
- Diretto da: E.W. Swackhamer
- Scritto da: Ronald Austin e James D. Buchanan

### Trama
Burdick e Foley sono minacciati da un cecchino che vuole vendicarsi della morte del fratello.

## Testa di rame
- Titolo originale: The Copperhead
- Diretto da: Phil Bondelli
- Scritto da: Daniel B. Ullman

### Trama
Burdick e Foley indagano su un sergente di polizia sospettato di vendere armi confiscate.

## Tempo di uccidere
- Titolo originale: Killing Time
- Diretto da: Richard Newton
- Scritto da: John T. Dugan

### Trama
La moglie del meccanico di elicotteri viene presa in ostaggio da alcuni criminali che stanno pianificando l'omicidio di un candidato governatore e mantengono a terra l'elicottero della polizia.

## Una carriera mortale
- Titolo originale: Deadly Carrier
- Diretto da: Lawrence Dobkin
- Scritto da: Ronald Austin e James D. Buchanan

### Trama
Uno straniero clandestino sospettato di essere portatore di febbre tifoide ed è oggetto di una ricerca disperata da parte di Burdick e Foley.

## Lo strappo
- Titolo originale: The Scramble
- Diretto da: Seymour Robbie
- Scritto da: Don Balluck

### Trama
Gli indizi di una serie di rapine al mercato vengono trovati durante una corsa quando Foley va sotto copertura come ciclista.

## Tempo inattivo
- Titolo originale: Downtime
- Diretto da: Richard Newton
- Scritto da: Ronald Austin e James D. Buchanan

### Trama
Burdick e Foley cercano freneticamente una bomba nascosta con migliaia di vite in gioco.

## Il dirottamento
- Titolo originale: The Hijacked
- Diretto da: John Peyser
- Scritto da: Robert I. Holt

### Trama
I dirottatori di un camion di benzina sono ricercati da Burdick e Foley.